# The Burglar and the Cat
The Burglar and the Cat è un cortometraggio muto del 1906 diretto da   Lewin Fitzhamon.

## Trama
Una ragazza salva un gatto che un ladro vende a un vivisezionista.

## Produzione
Il film fu prodotto dalla Hepworth.

## Distribuzione
Distribuito dalla Hepworth, il film - un cortometraggio di 122 metri - uscì nelle sale cinematografiche britanniche nel luglio 1906.
Si conoscono pochi dati del film che, prodotto dalla Hepworth, fu distrutto nel 1924 dallo stesso produttore, Cecil M. Hepworth. Fallito, in gravissime difficoltà finanziarie, il produttore pensò in questo modo di poter almeno recuperare il nitrato d'argento della pellicola.